# كيلي ر. سميث
كيلي ر. سميث (بالإنجليزية: Kelly R. Smith)‏ هو سياسي أمريكي، ولد في 25 أكتوبر 1946. حزبياً، نشط في الحزب الديمقراطي. وقد انتخب عضو مجلس نواب فلوريدا.